# Сонго (река)
Сонго (Тумба, Тумба-Сонга) — река в Республике Карелия России (бассейн Белого моря).

## Общие сведения
В верховьях называется Тумба, протекает через озёра Елеярви, Кяткиозеро (с притоком из озёр Кальгъярви и Пизанца), Тумасозеро, Унутозеро. Далее называется Сонго, протекает через озеро Сонго и впадает в озеро Селецкое. Длина реки составляет 92 км, площадь водосборного бассейна 1390 км².
- В 39 км от устья, по правому берегу реки впадает река Арянукс.
- В 66 км от устья, по правому берегу реки впадает безымянная река, вытекающая из озера Нурмисъярви

## Галерея
- Река Тумба на пересечении с дорогой 86К-7

Река Тумба на пересечении с дорогой
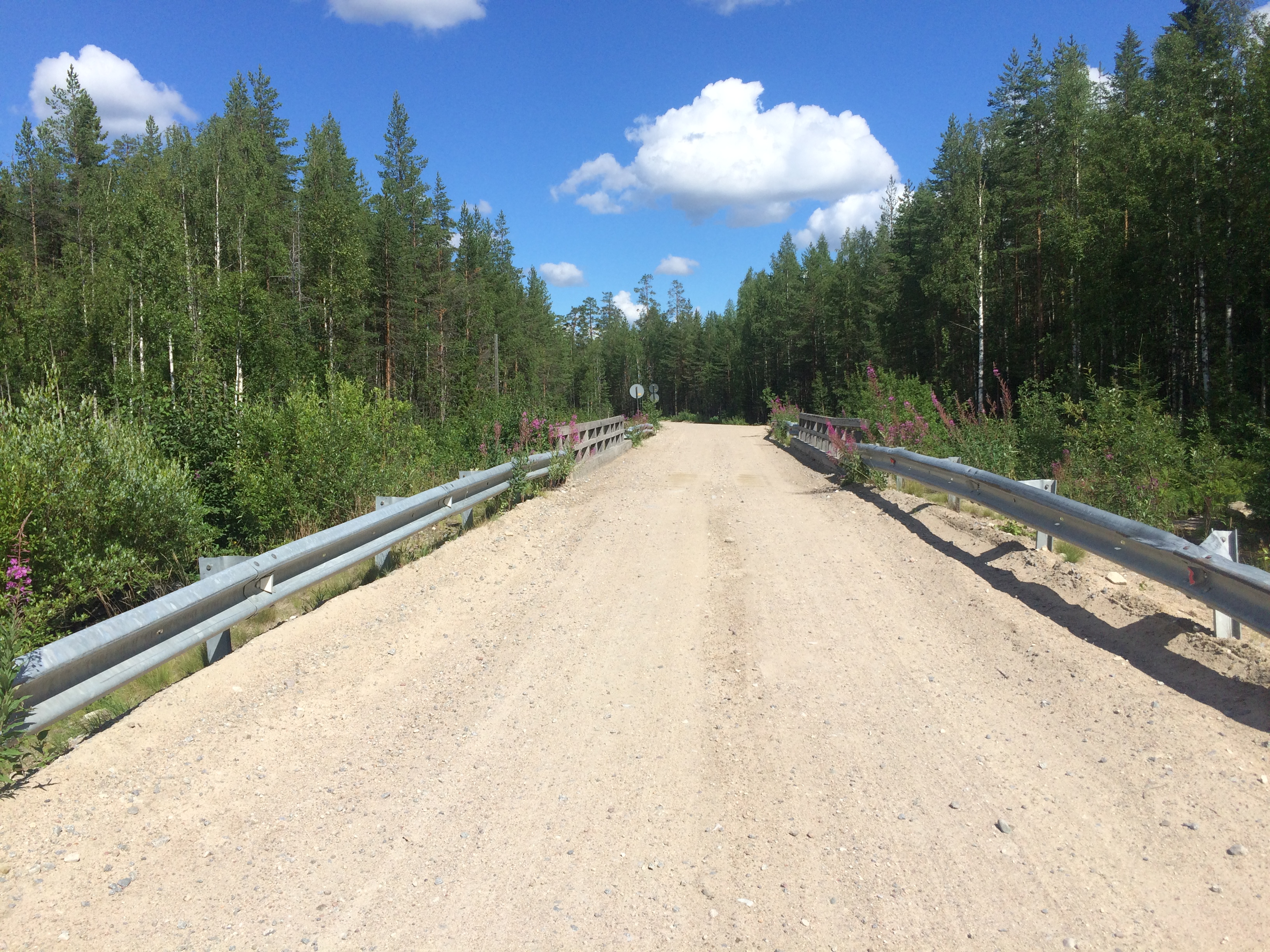
Автомобильный мост
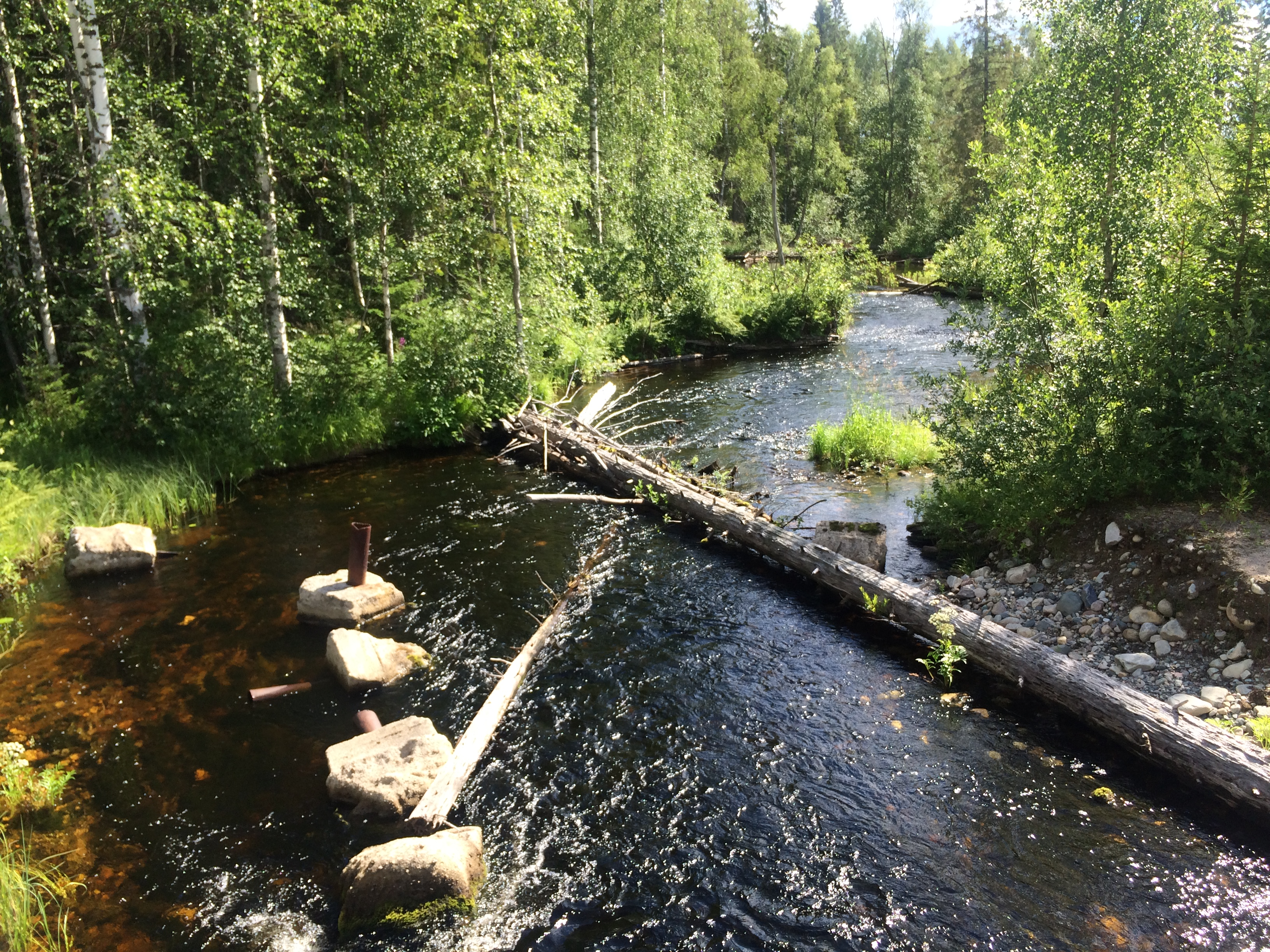
Вид по течению
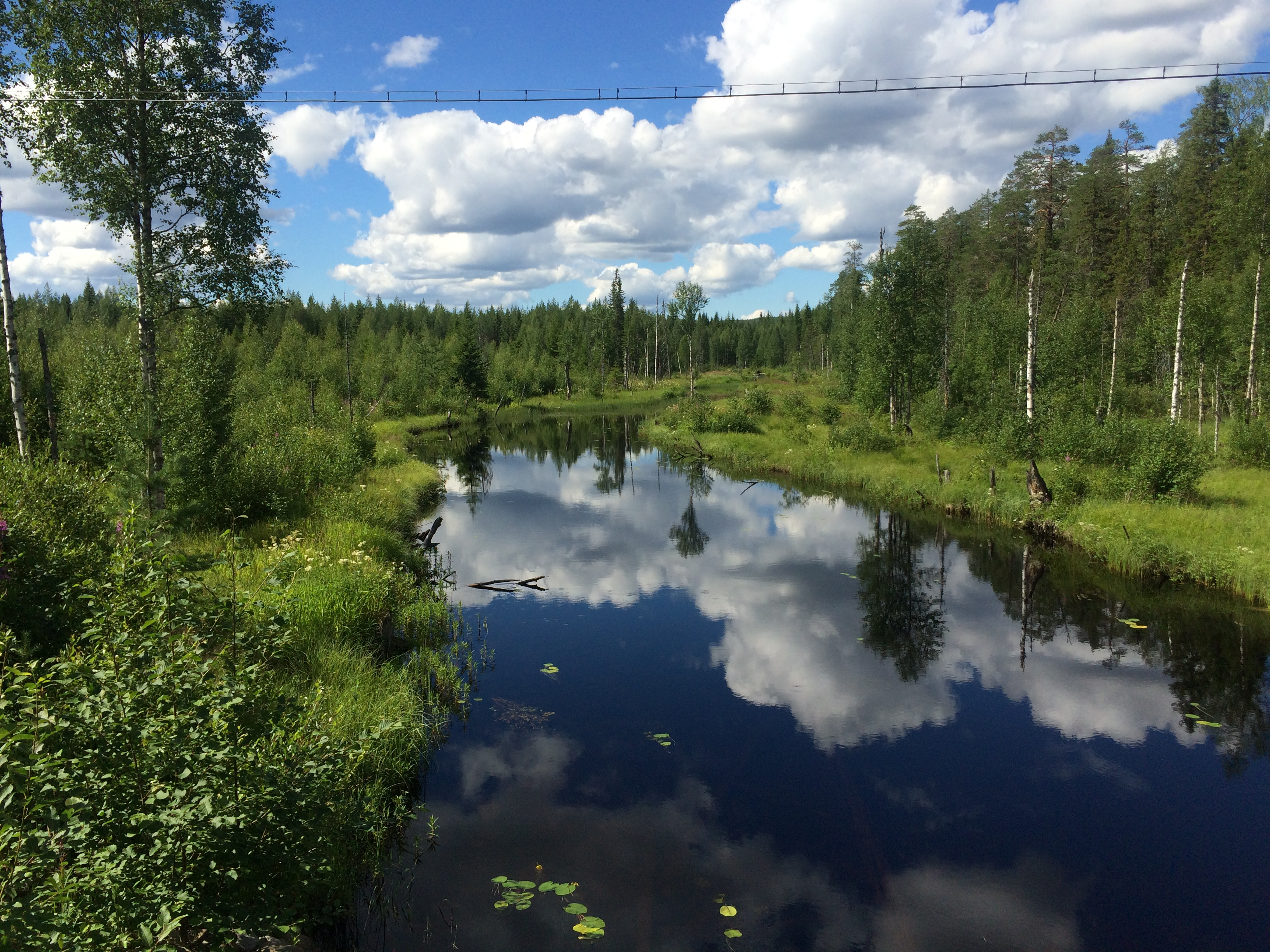
Вид против течения

## Данные водного реестра
По данным государственного водного реестра России относится к Баренцево-Беломорскому бассейновому округу, водохозяйственный участок реки — Сегежа до Сегозерского гидроузла, включая озеро Сегозеро. Речной бассейн реки — бассейны рек Кольского полуострова и Карелии, впадает в Белое море.
Код объекта в государственном водном реестре — 02020001112102000005845.